# Чкаловский сельсовет (Пензенская область)
Чкаловский сельсовет — муниципальное образование со статусом сельского поселения в Пачелмском районе Пензенской области Российской Федерации.
Административный центр — село Пачелма.

## История
Статус и границы сельского поселения установлены Законом Пензенской области от 2 ноября 2004 года № 690-ЗПО «О границах муниципальных образований Пензенской области».
22 декабря 2010 года в соответствии с Законом Пензенской области № 1992-ЗПО в состав сельсовета включена территория упраздненного Валовайского сельсоветов.

## Население
| 2002 | 2010 | 2012 | 2013 | 2014 | 2015 | 2016 |
| ---- | ---- | ---- | ---- | ---- | ---- | ---- |
| 565  | ↘443 | ↗830 | ↘803 | ↘782 | ↘751 | ↘729 |
| 2017 | 2018 | 2021 |      |      |      |      |
| ↘714 | ↘701 | ↘576 |      |      |      |      |

## Состав сельского поселения
| № | Населённый пункт | Тип населённого пункта       | Население |
| - | ---------------- | ---------------------------- | --------- |
| 1 | Бельщина         | село                         | ↘21       |
| 2 | Дмитриевка       | посёлок                      | 7         |
| 3 | Новый Валовай    | село                         | ↘343      |
| 4 | Пачелма          | село, административный центр | ↘422      |
| 5 | Старый Валовай   | село                         | ↘70       |